# Nusalala uncata
Nusalala uncata är en insektsart som beskrevs av Douglas E. Kimmins 1936. Nusalala uncata ingår i släktet Nusalala och familjen florsländor. Inga underarter finns listade i Catalogue of Life.